# 加姆斯維森峰

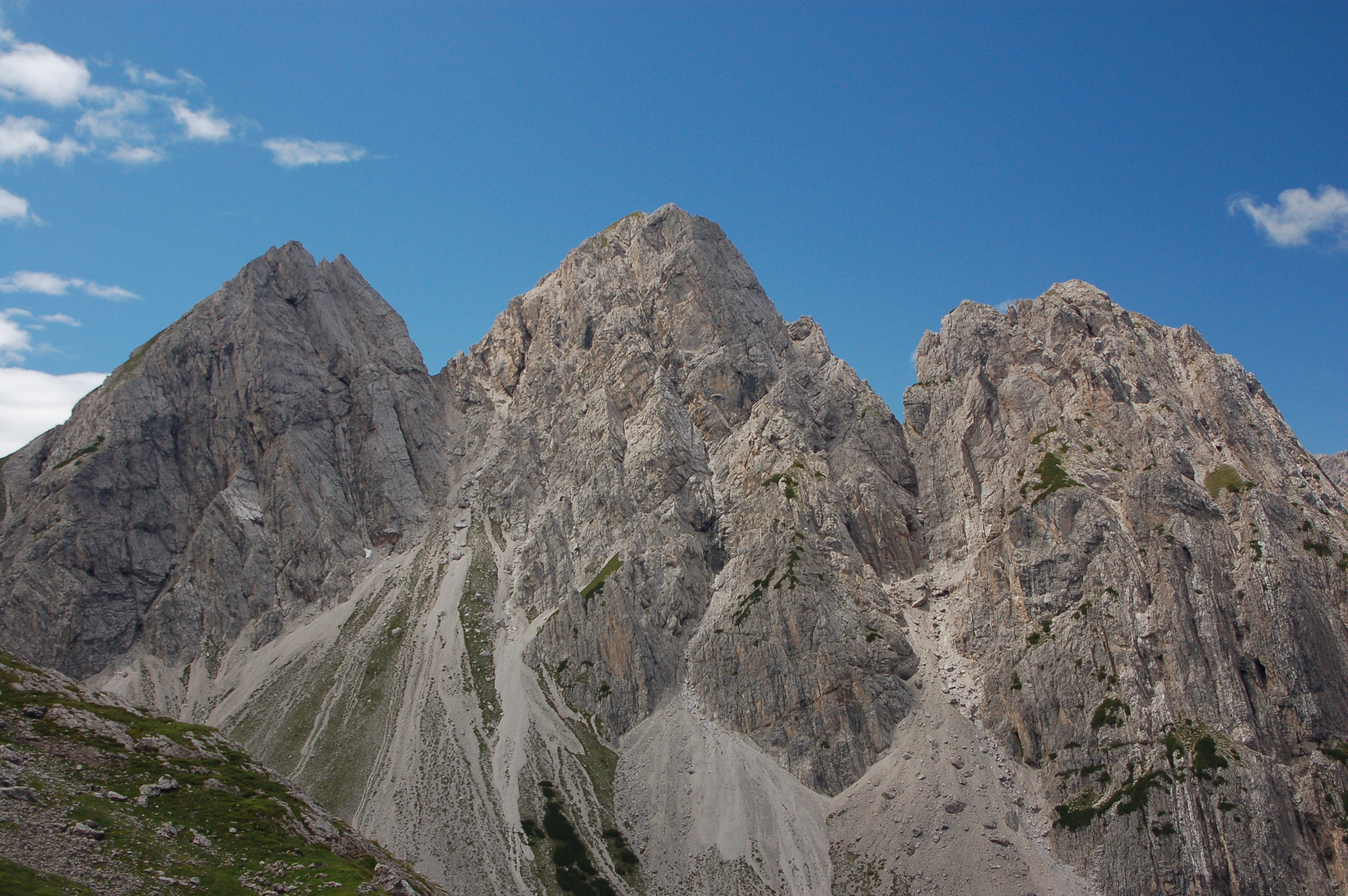

46°45′59″N 12°46′59″E / 46.76639°N 12.78306°E
加姆斯維森峰（德語：Gamswiesenspitze），是奧地利的山峰，位於該國西部，由蒂羅爾州負責管轄，屬於蓋爾塔爾阿爾卑斯山脈的一部分，海拔高度2,486米，人類在1893年首次登頂。